# Rostislav Halkoci
Rostislav Halkoci (* 9. října 1963) je bývalý český fotbalista, útočník.

## Fotbalová kariéra
Hrál za Baník Ostrava. V československé lize nastoupil v 18 utkáních a dal 4 góly. Dále hrál za Zbrojovku Brno. Účastník mistrovství světa do 20 let v roce 1983, kdy nastoupil ve 2 utkáních.

## Ligová bilance
| Ročník                                   | Zápasy | Góly | Klub          |
| ---------------------------------------- | ------ | ---- | ------------- |
| 1. československá fotbalová liga 1985/86 | 14     | 4    | Baník Ostrava |
| 1. československá fotbalová liga 1986/87 | 4      | 0    | Baník Ostrava |
| CELKEM                                   | 18     | 4    |               |